# كريس جيثارد
كريس جيثارد (بالإنجليزية: Chris Gethard)‏ مواليد 23 مايو 1980 في ويست أورنج، هو ممثل وكوميدي أمريكي.

## الأعمال

### مسلسلات
- هوب وفيث (2004) (بدور: والي)
- ساترداي نايت لايف (2007)
- بحيرة كبيرة (2010) (بدور: جوش فرانكلين)
- لوي (2011)
- كونن (2012)
- المكتب (2013) (بدور: تريفور)
- مدينة واسعة (2014) (بدور: تود)
- الحدائق والمنتزهات (2015)
- الشخصيات (2016)
- داخل ايمي شومر (2015)

## روابط خارجية
- كريس جيثارد على موقع IMDb (الإنجليزية)
- كريس جيثارد على موقع روتن توميتوز (الإنجليزية)
- كريس جيثارد على موقع ميوزك برينز (الإنجليزية)
- كريس جيثارد على موقع ديسكوغز (الإنجليزية)
- كريس جيثارد على موقع قاعدة بيانات الفيلم (الإنجليزية)